# Csillagsugár (televíziós sorozat)
A Csillagsugár (eredeti cím: StarBeam) 2020-tól futó amerikai 3D-s számítógépes animációs tévésorozat, amelynek alkotója Jason Netter. A forgatókönyvírója Noelle Wright. A sorozat a Kickstart Entertainment gyártásában készült, a Netflix forgalmazásában jelent meg. Premierje Amerikában és Kanadában 2020. április 3-án volt a Netflixen. Magyarországon szintén a Netflixen látható 2020. április 3-ától.

## Szereplők
| Szereplő                | Eredeti hang     | Magyar hang         |
| ----------------------- | ---------------- | ------------------- |
| Zoey / Csillagsugár     | Nahanni Mitchell | Boldog Emese        |
| Henry / Boost           | Dean Petriw      | Kelemen Noel        |
| Papus                   | Terry Klassen    | Petridisz Hrisztosz |
| Zoey anyja / Csodasugár | Diana Kaarina    | Mezei Kitty         |
| Halszakáll              | Sam Vincent      | Fekete Zoltán       |
| Kipper                  | Sam Vincent      | eredeti hang        |
| Goop                    | Sam Vincent      | Pálmai Szabolcs     |
| Todd                    | Sam Vincent      | Péter Richárd       |
| Mizériás Marla          | Maryke Hendrikse | Laudon Andrea       |
| Kozmó Zúzó              | Vincent Tong     | Markovics Tamás     |
| Blumeshine              | Rhona Rees       | Sági Tímea          |
| Mukleman                | Laara Sadiq      | Kiss Virág Magdolna |
| Luna Diaz               | Sarrah Almonte   | Solecki Janka       |
| Fawkes                  | TBA              | Böhm Anita          |

## Évados áttekintés
| Évad | Évad        | Epizódok    | Eredeti sugárzás    | Eredeti sugárzás    | Magyar sugárzás     | Magyar sugárzás     |
| Évad | Évad        | Epizódok    | Évadpremier         | Évadfinálé          | Évadpremier         | Évadfinálé          |
| ---- | ----------- | ----------- | ------------------- | ------------------- | ------------------- | ------------------- |
|      | 1           | 8           | 2020. április 3.    | 2020. április 3.    | 2020. április 3.    | 2020. április 3.    |
|      | 2           | 8           | 2020. szeptember 8. | 2020. szeptember 8. | 2020. szeptember 8. | 2020. szeptember 8. |
|      | Különkiadás | Különkiadás | 2020. október 6.    | 2020. október 6.    | 2020. október 6.    | 2020. október 6.    |

## 1. évad
| #  | #  | Eredeti cím         | Magyar cím            | Rendezte    | Írta              | Eredeti premier  | Magyar premier   |
| -- | -- | ------------------- | --------------------- | ----------- | ----------------- | ---------------- | ---------------- |
| 1. | 1. | Something's Fishy   | Valami bűzlik         | Mike Jones  | Noelle Wright     | 2020. április 3. | 2020. április 3. |
| 2. | 2. | Gotcha Goop         | Megvagy, Goop!        | Gordon Crum | Alex Mack         | 2020. április 3. | 2020. április 3. |
| 3. | 3. | Picture Day         | Osztályfotózás esővel | Gordon Crum | Alex Mack         | 2020. április 3. | 2020. április 3. |
| 4. | 4. | Spaced Out          | Zűr az űrben          | Peach Mork  | Ligiah Villalobos | 2020. április 3. | 2020. április 3. |
| 5. | 5. | Dancing Shoes       | Táncoló cipellők      | Mike Jones  | Amy Wolfram       | 2020. április 3. | 2020. április 3. |
| 6. | 6. | Delores in Distress | Delores bajban        | Peach Mork  | Jennifer Skelly   | 2020. április 3. | 2020. április 3. |
| 7. | 7. | Critter Sitter      | Pillangó-pótmama      | Gordun Crum | Nate Knetchel     | 2020. április 3. | 2020. április 3. |
| 8. | 8. | Super Sniffles      | Szuperszipogás        | Peach Mork  | Keith Wagner      | 2020. április 3. | 2020. április 3. |

## 2. évad
| #   | #  | Eredeti cím                     | Magyar cím                | Eredeti premier     | Magyar premier      |
| --- | -- | ------------------------------- | ------------------------- | ------------------- | ------------------- |
| 9.  | 1. | Friendsnatcher from Outer Space | Baráttolvaj a világűrből  | 2020. szeptember 8. | 2020. szeptember 8. |
| 10. | 2. | Superfan                        | Lelkes rajongó            | 2020. szeptember 8. | 2020. szeptember 8. |
| 11. | 3. | Clean Machine                   | Takarítógép               | 2020. szeptember 8. | 2020. szeptember 8. |
| 12. | 4. | Mother's Day Mayhem             | Anyáknapi őrület          | 2020. szeptember 8. | 2020. szeptember 8. |
| 13. | 5. | Whale Tale                      | Bálnamese                 | 2020. szeptember 8. | 2020. szeptember 8. |
| 14. | 6. | Fishstick Fiasco                | Halrudacska-hajcihő       | 2020. szeptember 8. | 2020. szeptember 8. |
| 15. | 7. | Snacktime for Stewart           | Stewart éhes              | 2020. szeptember 8. | 2020. szeptember 8. |
| 16. | 8. | Super Playdate                  | Közös játék szupererőkkel | 2020. szeptember 8. | 2020. szeptember 8. |

## Különkiadás
| #  | #  | Eredeti cím              | Magyar cím                   | Eredeti premier  | Magyar premier   |
| -- | -- | ------------------------ | ---------------------------- | ---------------- | ---------------- |
| 1. | 1. | Starbeam: Halloween Hero | Csillagsugár: Halloween hőse | 2020. október 6. | 2020. október 6. |